# Benilloba
Benilloba – gmina w Hiszpanii, w prowincji Alicante, we wspólnocie autonomicznej Walencja, o powierzchni 9,54 km². W 2011 roku liczyła 800 mieszkańców.
Grunty rolne stanowią 73% powierzchni gminy.